# Eixample

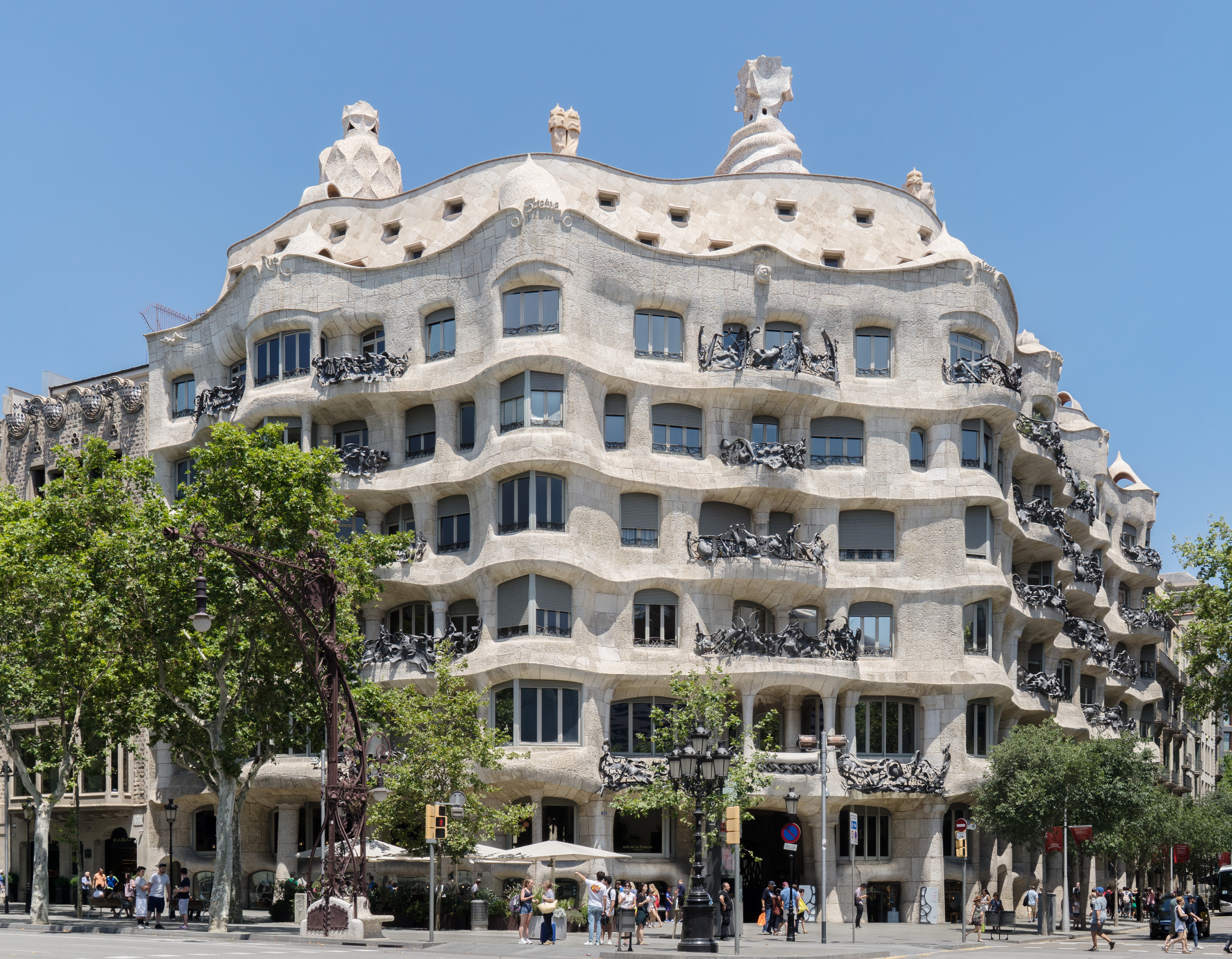
Casa Milà (2018)

Eixample [əˈʃampɫə] (z katal. ’powiększenie’) – dzielnica Barcelony położona między Ciutat Vella i dzielnicami Sants, Gràcia i Sant Andreu (niegdyś autonomicznymi miasteczkami). Została wzniesiona od podstaw w II połowie XIX wieku i na początku XX przez architektów modernistycznych, wśród których był Antoni Gaudí.
Eixample jest uważana przez autorów przewodników za elegancką dzielnicę klasy średniej, a także ważny punkt turystyczny z takimi atrakcjami jak Casa Milà, Casa Batlló czy Sagrada Família.

## Architektura dzielnicy
Pierwszy, niezrealizowany plan nowej dzielnicy, po decyzji o jej budowie stworzył Antoni Rovira i Tras. Z nieznanych powodów władze centralne w Madrycie nie zgodziły się jednak na taki koncept urbanistyczny i ostatecznie Eixample zbudowana została, po wyburzeniu średniowiecznych murów obronnych i części zabudowy z tego okresu, w oparciu o ściśle geometryczne zasady – ulice przecinają się pod kątem prostym, tworząc czworoboczne kwartały pod zabudowę mieszkalną (hiszp. manzanas, kat. illes). W zamyśle pomysłodawcy tego układu Ildefonsa Cerdy z 1859 miało to zapewnić większą widoczność na ulicach, lepszą wentylację oraz porządek w mieście. Jedynymi ulicami, jakie wyłamują się z takiego rozmieszczenia, są dwie wielkie aleje przecinające ukośnie całą dzielnicę.
Pierwsze głosy po zakończeniu budowy Eixample były bardzo różne. Zwolennicy geometrycznego układu ulic okrzyknęli wręcz dzielnicę modelowym przykładem miejskiej architektury. Wielu mieszkańców Barcelony uważało jednak, że nowa dzielnica jest po prostu nudna urbanistycznie.
Dzielnica jest obecnie podzielona wewnętrznie na Esquerra de l'Eixample oraz Dreta de l'Eixample (prawą i lewą część Eixample), w obrębie których wyróżnia się ponadto mniejsze dzielnice Sant Antoni, Sagrada Familia oraz Fort Pienc. Eixample zamieszkuje w większości ludność zamożna, chociaż w ostatnich latach jest widoczny napływ imigrantów, zamieszkujących budynki będące w gorszym stanie.

## Atrakcje turystyczne
- Casa Milà
- Casa Terrades
- Casa Batlló
- Illa de la Discòrdia
- Casa Lleó Morera
- Casa Amatller
- Sagrada Familia
- Klasztor Santa María de Jonqueres
- Szpital św. Pawła i św. Krzyża[7]

## Galeria zdjęć

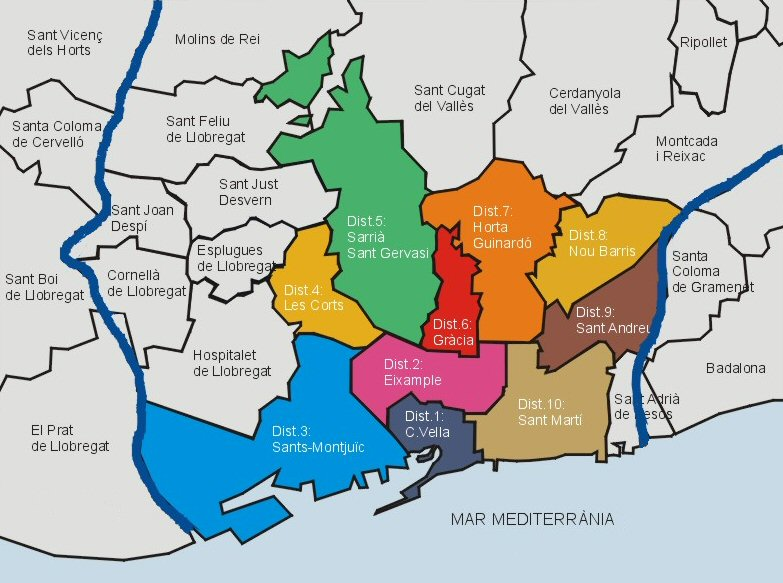
Mapa dzielnic Barcelony
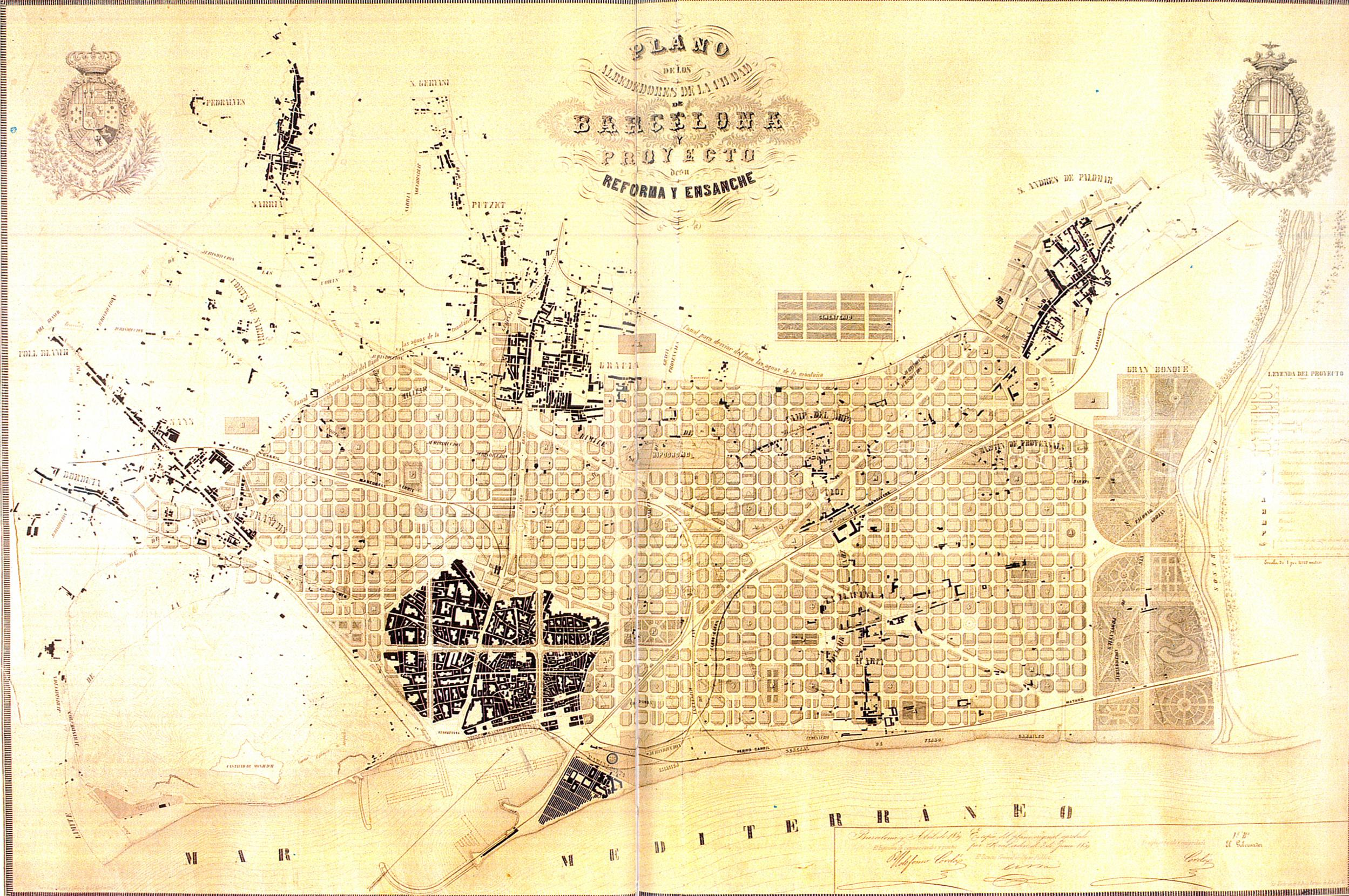
Oryginalny plan budowy Eixample z 1859 roku
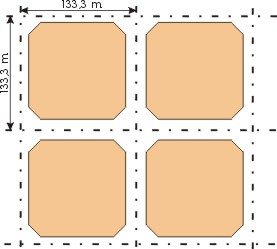
Model ustawienia ulic i domów w Eixample
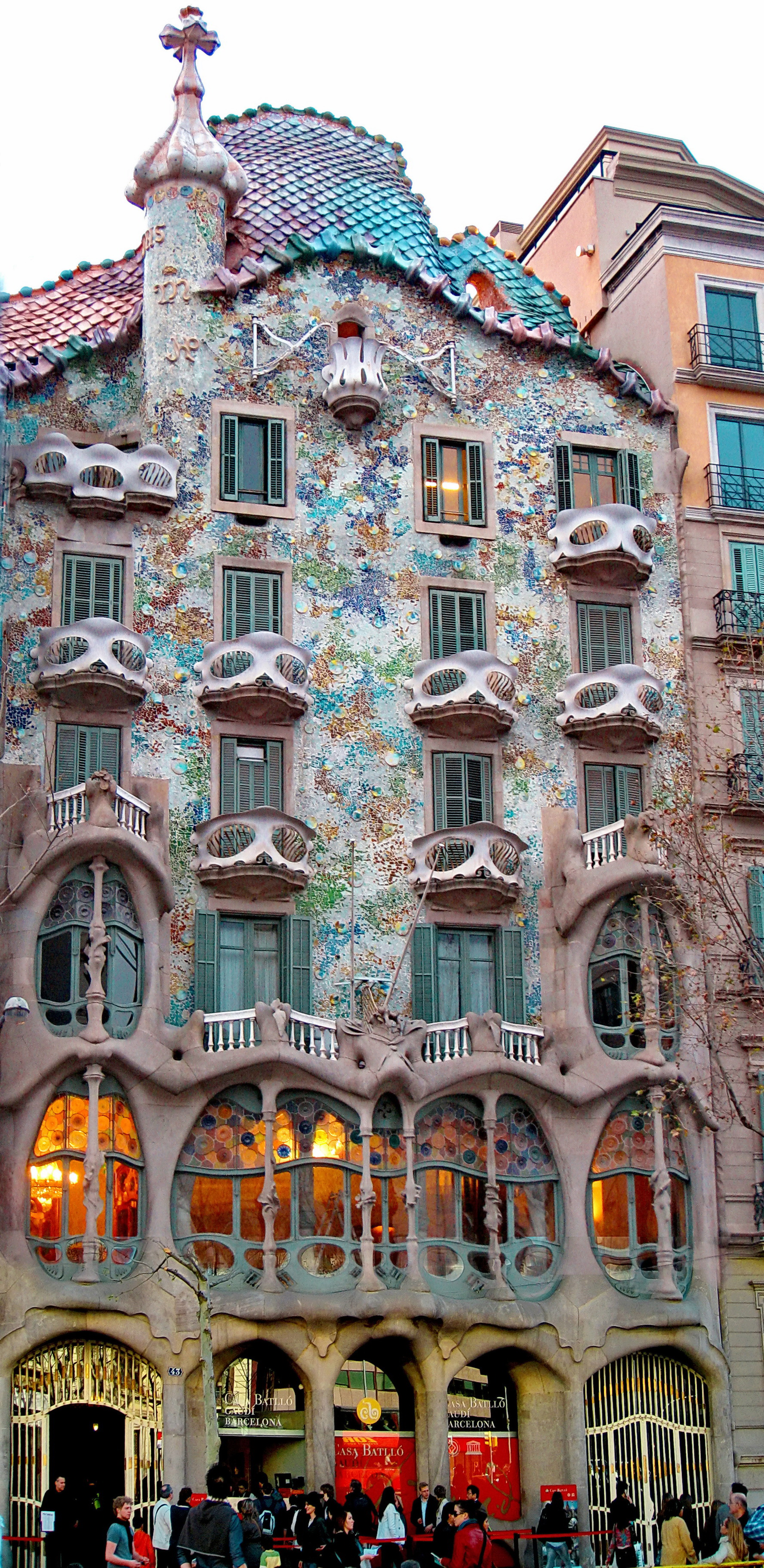
Casa Battló (2009)
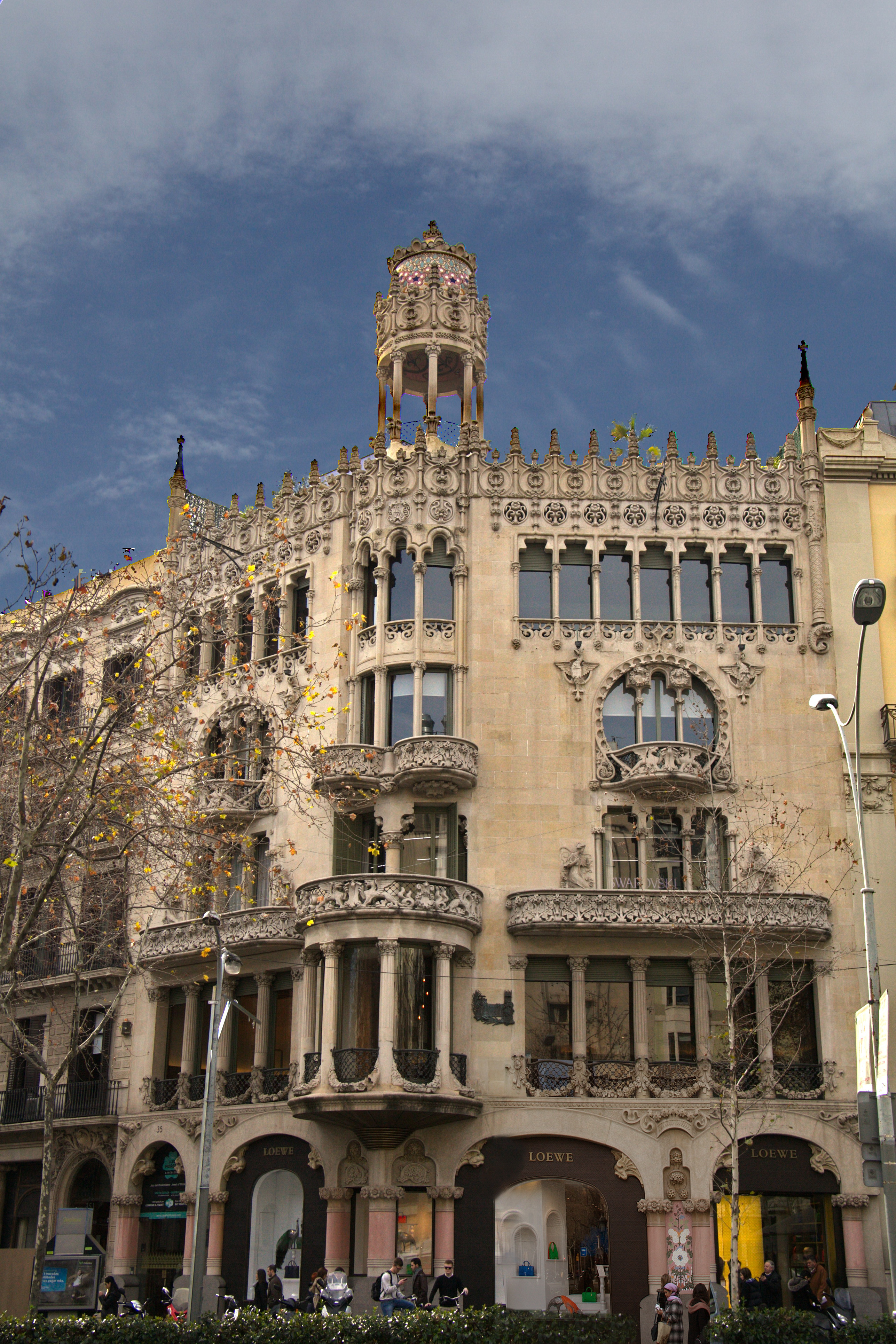
Casa Lleó Morera (2014)
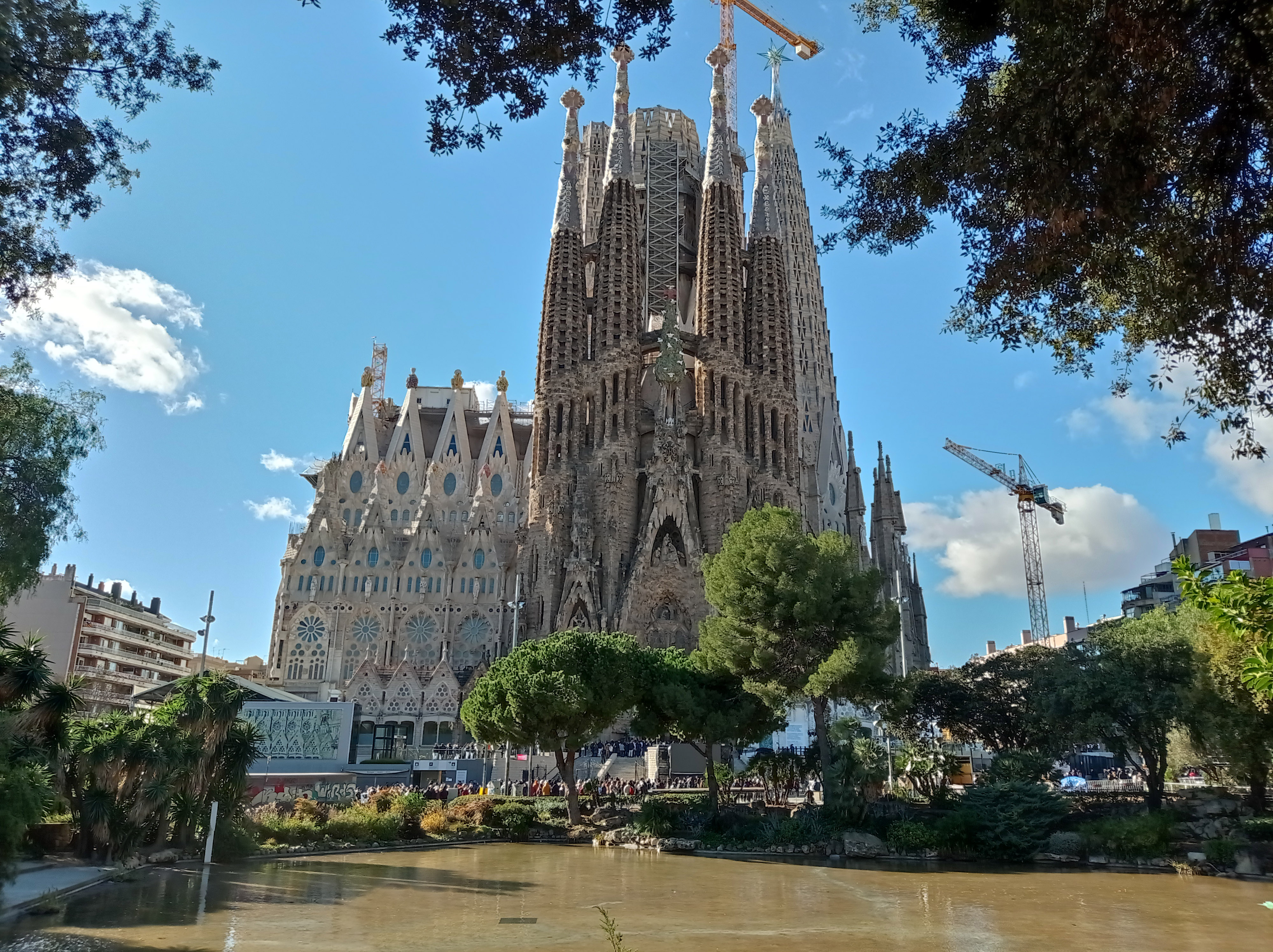
Kościół Sagrada Família (2021)
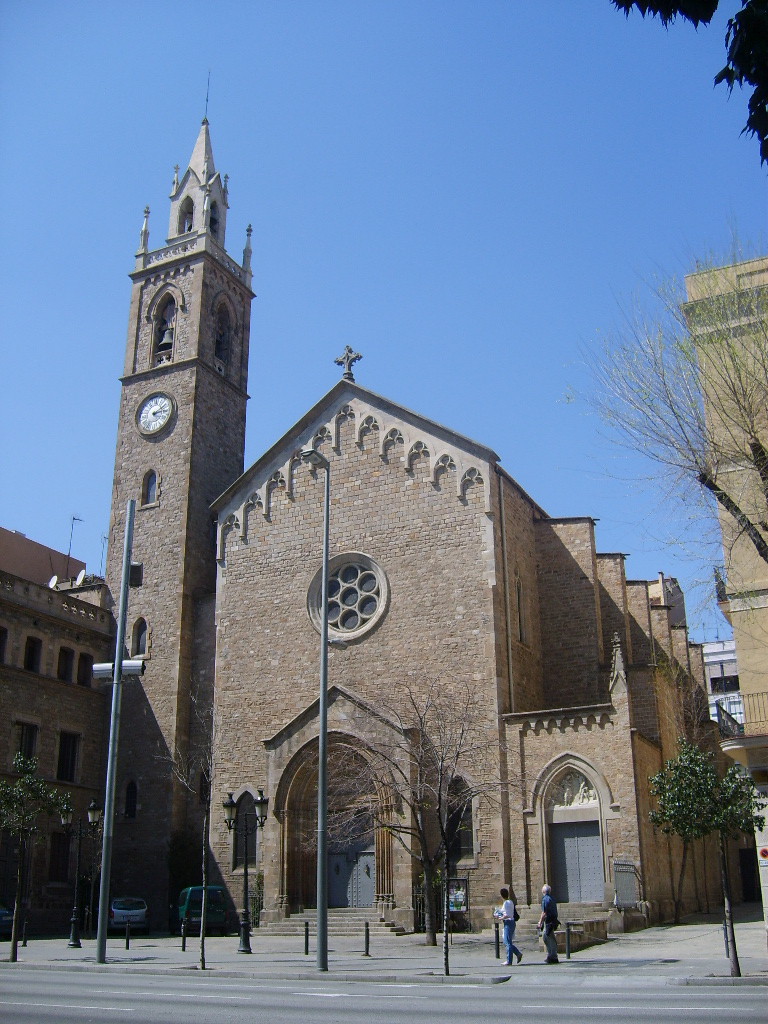
Klasztor Santa María de Jonqueres (2007)
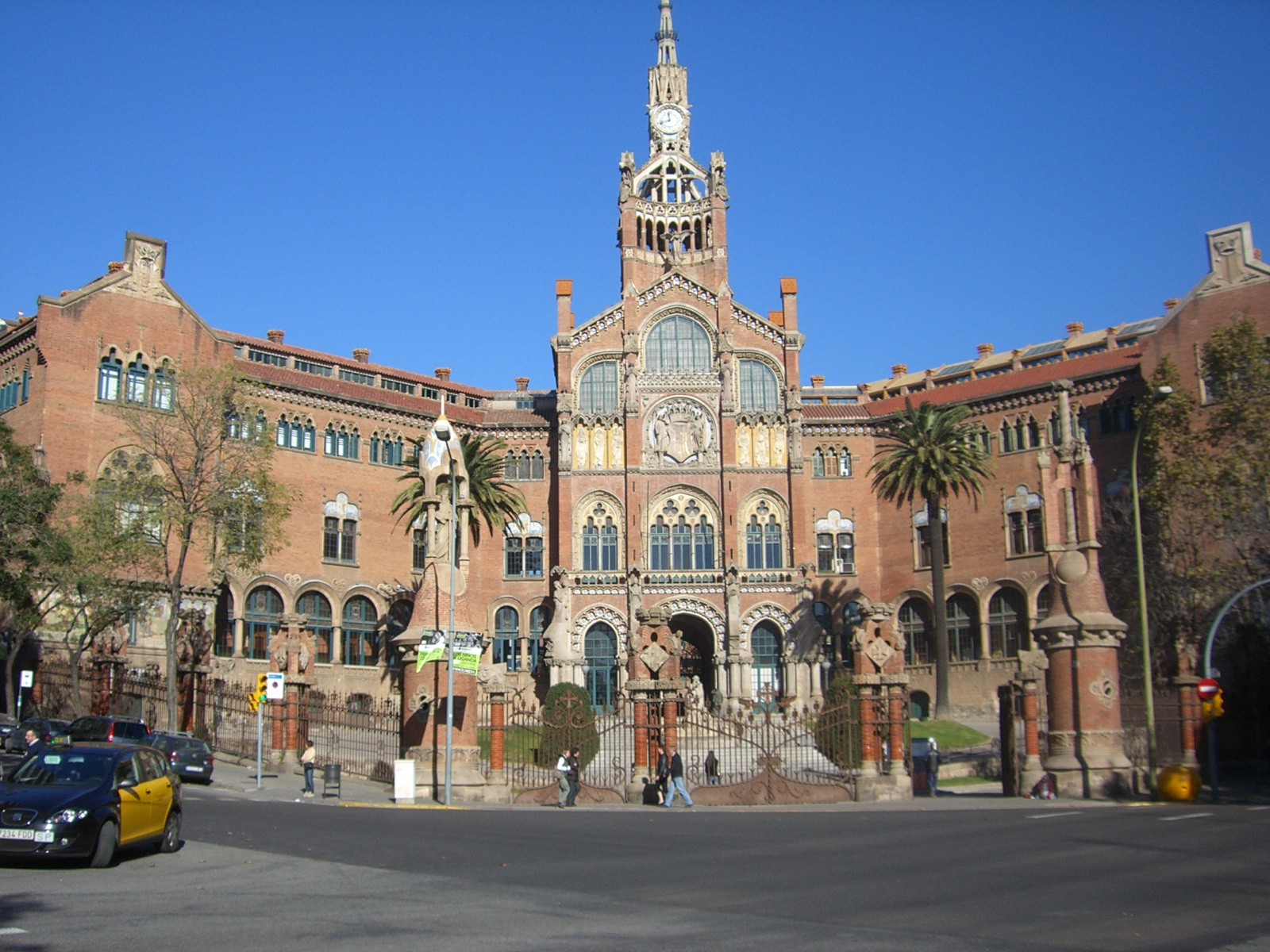
Szpital św. Krzyża i św. Pawła (2007)